# 全国人民代表大会中国人民解放军和中国人民武装警察部队代表团
全国人民代表大会中国人民解放军和中国人民武装警察部队代表团，简称全国人大解放军和武警部队代表团，是全国人民代表大会35个代表团之一，也是唯一一个非省级行政区的代表团。
解放军和武警部队代表团由中国人民解放军和中国人民武装警察部队内部设选举委员会，差额选举产生。代表团的名额由全国人大常委会决定。
本代表团于第一至四届全国人大名为全国人民代表大会军队代表团，于第五至十二届全国人大名为全国人民代表大会中国人民解放军代表团。2022年，武警部队选出的全国人大代表参加本代表团后，本代表团改为现名。

## 历届代表
| 1954              | 第一届   | 丁志辉、王兆才、王有根、王宏坤、王新亭、王维福、王震、甘泗淇、朱良才、江雪山、宋忠福、李天佑、李天焕、李志民、周士第、周文江、周桓、周纯全、林彪、洪学智、徐立清、徐向前、马春雨、崔建功、张明、张宗逊、张英才、许世友、许光达、郭恩志、陈明仁、陈锡联、陶峙岳、陆昌荣、傅钟、彭德怀、粟裕、贺炳炎、贺龙、黄丑和、黄克诚、杨在先、董其武、廖汉生、赵毛臣、赵仁虎、刘子林、刘伯承、刘亚楼、刘梅村、刘善本、邓华、郑长华、萧克、萧劲光、萧华、赖传珠、聂荣臻、罗荣桓、谭政 |          |            |                                                                                      |      |
| 1959              | 第二届   | 丁志辉（女）、王天保、王平、王宏坤、王建安、王新亭、王诤、叶剑英、刘兴胜、刘有光、刘华香、刘伯承、刘培善、刘善本、朱良才、向仲华、李天佑、李天焕、李达、迟浩田、陈士矩、陈再道、陈伯钧、陈明仁、吴法宪、成钧、武尚志、林彪、张令彬、罗荣桓、周文江、周纯全、邱创成、赵毛臣、赵仁虎、赵兴元、唐求（女）、秦基伟、徐立清、徐向前、徐恒禄、郭恩志、萧望东、陶峙岳、崔建功、彭绍辉、彭德怀、粟裕、贺龙、贺炳炎、程远茂、傅秋涛、傅锺、杨至成、杨嘉瑞、董其武、詹才芳、赖传珠、魏志英、谭政 |          |            |                                                                                      |      |
| 1964              | 第三届   | 丁志辉、卫小堂、马宜生、文年生、方光超、王天保、王必成、王平、王宏坤、王秉璋、王海、王银虎、王新亭、王瑞生、叶剑英、皮定均、江文、江雪山、刘少文、刘仁福、刘玉堤、刘兴元、刘有光、刘华香、刘志坚、刘伯承、刘居英、刘培善、刘善本、刘道生、成钧、毕占云、朱良才、朱绍清、向仲华、李天佑、李长林、李凤鸣、李玉亭、李寿轩、李聚奎、杨印山、杨至成、杨宗泉、杨嘉瑞、吴元明、吴兴春、吴克华、吴法宪、吴岱、吴烈、邱会作、迟浩田、张令彬、张希春、张春礼、张南生、张迺更、张逸民、陆昌荣、陈士榘、陈再道、陈伯钧、陈奇涵、陈明义、陈明仁、冼恒汉、庞国兴、郑维山、林月琴、林彪、虎日乐巴根、罗瑞卿、岳振华、周纯全、周建华、周贯五、赵毛臣、赵仁虎、赵兴元、郝忠云、胡修道、钟汉华、钟赤兵、贺龙、郭天民、郭林祥、郭恩志、郭鹏、秦基伟、袁升平、莫文骅、钱安良、徐文礼、徐立清、徐向前、徐恒禄、陶峙岳、梁必业、萧向荣、萧劲光、萧望东、曹里怀、崔建功、曾思玉、彭绍辉、黄丑和、黄树英、黄新廷、董其武、粟裕、舒积成、傅钟、傅秋涛、赖传珠、詹才芳、廖汉生、谭甫仁、蔡萼、魏志英 |          |            |                                                                                      |      |
| 1975              | 第四届   | 丁炳南、丁盛、于小平、于坦、于敬山、千比、马云霞（女）、马玉涛（女）、马白山、马宁、马焕卿（女）、王一、王三欣、王万祥、王天保、王从周、王六生、王文忠、王孔运、王玉凤（女）、王玉昆、王玉清、王平、王世藩、王丕礼、王占山、王必成、王传训、王守武、王克强、王英光、王范斌、王尚荣、王昕、王明宣、王明德、王和安、王泮文、王学清、王建安、王建青、王树全、王保明、王振华、王振祥、王恩印、王继友、玉常在、王猛、王惠、王景昆、王锋戈、王善富（女）、王毓淮、支祖山、牛四辈、牛乾一、毛张苗、邓兆祥、艾福林、石一宸、龙老化、龙岳来、龙炳初、龙梅（女）、卢胜、申仲义、申秀兰（女）、申富、叶书尧、叶克守、叶金刚、叶建民、叶剑英、田世兴、田有祥、田维扬、田维新、史世屏、白文礼、邝任农、兰庭辉、皮定均、边克信、邢希理、邢泽、成钧、毕占云、吕吉兰、吕传銮、吕昭义、朱玉玲（女）、朱光亚、朱良才、朱启祥、朱英、朱学清、朱新民、朱燕燕（女）、仲依生、任逢先、刘义、刘仁福、刘玉堤、刘永发、刘存信、刘邦贤、刘兆善、刘汝贤、刘志坚、刘伯承、刘伯堂、刘宏（女）、刘英兰（女）、刘贤权、刘炎田、刘绍文、刘保亭、刘晓峰、刘晓新（女）、刘焕谦、刘续昆、刘景田、刘道生、刘福存、刘镇、刘耀宗、衣瑞伦、关盛志、关琦明、江献宗、许世友、许乐夫、孙文远、孙书海、孙玉水、孙玉国、孙乐义、孙臣良、孙志芳、孙亮平、孙致厚、孙盛宽、纪中胜、严大芳、严家安、苏振华、苏敏京、杜计生、杜平、杜永春、杜喜仁、李开印、李扎根、李友连、李从月、李月荣（女）、李文堂、李文模、李世安、李世焱、李永强、李发锁、李达、李成春、李寿轩、李志民、李怀德、李茂勤、李宝实、李佳荣（女）、李敏（女）、李秘新、李益德、李道之、李源一、李聚奎、李翠兰（女）、李德生、李馨诚、杨大伦、杨中行、杨玉书、杨立如、杨吉林、杨守江、杨针、杨国夫、杨育才、杨泽民、杨妹九、杨思禄、杨勇、杨梅生、杨得志、杨清盛、杨鸿儒、肖元礼、肖全夫、肖红书、肖劲光、时心仁、吴几康、吴习智、吴世杰、吴怀才、吴信泉、吴恒声、吴爱霞（女）、吴朝祥（女）、别祖后、何光宇、何辉燕、何碧辉（女）、余立金、余光茂、余述生、谷自珍、狄福才、邹永翠（女）、邹德红（女）、冷鹏飞、汪由接、汪水华、汪家道、汪德昭、沈运全、宋文海、宋时轮、宋若江、张大鹏、张万久、张天云、张元培、张正信、张风歧、张风廷、张计辰、张玉山、张世盖、张冬凉、张立勋、张达志、张纪之、张志富、张丽娟（女）、张连华、张希才、张怀瑞、张英福、张治银、张宗逊、张经文、张映哲（女）、张洪追、张桂武、张桂金、张爱萍、张梅华（女）、张越男（女）、张斌、张新华、张德斌、张冀、张耀祠、陆秀南、陆惟善、阿不都、陈士榘、陈天龙、陈仁山、陈凤英（女）、陈文银、陈正湘、陈水顺、陈先瑞、陈寿康、陈咏贤、陈其通、陈奇涵、陈昊苏、陈孟宇、陈康明、陈淑清（女）、陈辉亭、陈锡祥、陈锡联、陈锦姑（女）、陈福初、陈福胜、陈德、邵华泽、邵均武（女）、武忠荣、范素静（女）、范朝利、林月琴（女）、林兰英（女）、林依平、林德兴、林遵、板常安、尚秀玉（女）、罗华生、罗通、罗常源、和志国、金庆明、金秀清、金秀斌、周士第、周水朵周世忠、周希汉、周纯全、周金黄、周建华、周贯五、周桂生、郑本炎、郑希文、郑希龙、官峻亭、居双池、孟克、赵文进、赵炳安、赵先顺、赵忠范、赵相丕、赵晶辉（女）、赵普羽、赵新乐、赵德芳、郝忠云、郝盛旺、胡天泉、胡兰（女）、胡寿根、胡奇才、胡尚礼、胡树仪（女）、胡炳云、胡清碧（女）、柯长均、查玉升、钟少珍（女）、钟汉华、钟赤兵、钟国楚、段文义、段苏权、段连绍、段焕竞、信俊杰、侯润陶、施抗美（女）、恽仁祥、姜英、姜泗长、宫照德、费国柱、姚虎成、姚喆、贺东生、贺诚、贺晋年、秦基伟、聂荣臻、莫文骅、索娜（女）、贾乾瑞、原炽、顾永武、顾秀、钱学森、铁世林、徐立清、徐廷泽、徐向前、徐其孝、徐柏龄、徐信、徐恒禄、徐捷、徐敏（女）、徐锦荣、殷之书、高厚良、高浩林、高秋荣（女）、郭延林、郭兴、郭林祥、郭鹏、唐子安、唐天际、唐述棣、唐和、诸惠芬（女）、展明、陶峙岳、黄心沾、黄丑和、黄立功、黄达宣、黄来德、黄其洪、黄根海、黄爱珠（女）、黄朝天、黄瑞祥、黄新廷、黄德懋、曹达诺夫、龚兴贵、崔文斌、崔田民、崔吉君（女）、崔志英（女）、崔建功、崔桂江、符亭光、阎仁厚、阎世厚、阎同茂、阎德兴、梁必业、梁守槃、彭士禄、彭仕红、彭明治、彭绍智、彭绍辉、彭富九、董光继、董其武、蒋邦礼、韩东山、韩先楚、韩练成、韩敏、韩曙、粟裕、嵇伟功、程开甲、程登志、傅传作、傅秋涛、傅祟碧、鲁治安、童国贵、曾绍山、曾树林、曾思玉、曾美、温先星、温安仁、谢振华、谢清华（女）、靳秀爱（女）、赖毅、路宗成、詹才芳、詹海英、鲍国臣、褚传禹、蔡翘、廖汉生、廖冠贤、廖鼎琳、谭树恒、谭家述、熊志生、黎群、滕俊清、滕海清、颜伏、潘士林、潘艾俐（女）、潘兴功、潘桂荣（女）、潘朔端、薛明（女）、薛振家、衡小毛 |          |            |                                                                                      |      |
| 1978              | 第五届   | 丁志辉、丁荣琳、于克法、于坦、万海峰、马卫华、马白山、马立达、马寿喜、马宜生、马跃贞、王一、王万林、王万祥、王子健、王飞、王元明、王巨全、王从周、王孔运、王世乾、王丕礼、王石祥、王平、王平水、王占山、王兰英、王必成、王亚夫、王廷瑞、王宇、王志信、王利亚、王君排、王英高、王直、王尚、王昕、王忠、王和安、王金泉、王泮文、王定烈、王诚汉、王建安、王经文、王茹芝、王保明、王宪增、王冠扬、王振宗、王振镛、王桂英、王晓玲、王海、王展、王森、王景昆、王瑞昌、王毓淮、王德明、韦杰、韦国清、云成烈、牛利民、牛振运、毛伟良、毛宪、文击、方向、方毅华、尹利勤、孙庆智、孔庆德、孔俊彪、巴珍、邓小平、邓兆祥、邓岳、邓家太、甘渭汉、左三星、左先英、石松、石忠汉、龙飞虎、龙桂林、卢仁灿、叶正大、叶汉林、叶自华、叶金刚、叶建民、叶剑英、叶洪海、田世兴、田松、田波、史世屏、史景班、冯恺、兰庭辉、加米拉、邢泽、邢信福、曲竟济、吕士英、吕启青、朱士焕、朱光亚、朱兆运、朱良才、朱忠节、朱恒兴、朱群生、乔平、成钧、伍生荣、华凤翔、伊长顺、向仲华、刘小安、刘义、刘子云、刘子美、刘友光、刘凤岐、刘占荣、刘白羽、刘汉、刘伯承、刘伯堂、刘宏、刘英智、刘金海、刘春山、刘洪达、刘恭芳、刘凌、刘续昆、刘森、刘德臣、刘德润、刘醒华、齐焜、衣瑞伦、关盛志、江文、许世友、许家麟、孙乃杭、孙玉斌、孙臣良、孙华峰、孙步堂、孙启龙、孙殿和、阴法唐、纪东江、严家安、苏万昌、苏宝臣、苏敏京、杜月清、杜永春、杜西书、杜喜仁、杜瑜华、李人林、李扎根、李友连、李少元、李月荣、李文堂、李平、李永太、李亚敏、李贞、李廷山、李向民、李泛山、李军、李寿轩、李远祥、李孝国、李克忠、李良官、李昕、李宝奇、李建云、李经盛、李春明、李艳、李振华、李培基、李麻烦、李超、李景展、李聚奎、李德生、杨文亭、杨以山、杨廷贵、杨成武、杨针、杨国宇、杨育才、杨宗显、杨思禄、杨勇、杨得志、杨焕民、肖华、肖劲光、肖洪达、时心仁、吴克华、吴纯仁、吴胜凯、吴振才、吴烈、吴爱霞、吴继恩、吴朝祥、吴富善、旷伏兆、何友发、何光宇、何廷一、何志聪、何辉燕、何碧辉、余立金、余光茂、邹永翠、冷鹏飞、沈启贤、沈佩华、沈善文、宋元阁、宋时轮、宋尚戟、宋济珍、张力雄、张天恕、张元培、张凤云、张凤廷、张凤岐、张文碧、张计辰、张玉敏、张正信、张东宁、张永义、张贞惠、张廷发、张如三、张来芳、张希钦、张希庸、张启斌、张纯青、张贤林、张忠、张治银、张承阁、张经文、张树魁、张香芬、张保田、张洪追、张晓莉、张爱萍、张维滋、张琦、张谦、张静梅、张震、张震寰、陆惟善、陈凤英、陈斗魁、陈丕、陈再道、陈刚、陈志彬、陈志新、陈芳允、陈武魁、陈昊苏、陈继德、陈道修、陈锡联、陈福胜、陈德、陈德先、武友道、武燕平、幸元林、苟天普、范忠祥、范素静、范朝利、林本戎、林依平、林钟、林炳远、林梓全、林维先、林遵、郅顺义、卓琳、尚坦、罗戎疆、罗瑞卿、岳心广、金如柏、周士第、周水朵、周希汉、周启国、周金黄、周建华、周桂生、周益宽、周瑜宏、周翠宽、底建秀、郑子斌、郑本炎、郑时运、郑希文、郑国仲、郑效峰、官峻亭、孟克、孟宪诚、赵云鹤、赵文进、赵冬兰、赵立玉、赵兰田、赵永胜、赵永焕、赵先顺、赵伟、赵南起、赵炳安、赵德芳、郝玲莉、郝盛旺、胡正平、胡希道、胡树仪、胡炳云、胡继成、柯长均、查玉升、柳支英、钟少珍、钟安荣、钟国楚、钦伟武、段苏权、段思英、姜林东、姜泗长、洪民、洪林、洪学智、祝星发、费龙山、费国柱、胥光义、贺明、贺音娴、秦基伟、聂荣臻、莫文骅、贾春祥、贾乾瑞、贾新桥、夏光亚、夏克、顾永武、柴金根、党培新、钱学森、徐化民、徐廷泽、徐仲禹、徐向前、徐芳春、徐其孝、徐国贤、徐明、徐诚之、徐柏令、徐信、徐恒禄、徐锦荣、栾德楚、高方、高占杰、高存信、高厚良、郭天木、郭化若、郭延林、郭林祥、郭金林、唐天际、唐刚、唐作厚、唐述棣、唐皎、陶峙岳、桑德海、黄长生、黄丑和、黄立功、黄立清、黄达宣、黄克诚、黄树田、黄冠亭、黄朝天、黄瑞祥、黄德懋、梅招娣、曹达诺夫·扎义尔、曹慧英、曹毅、崔田民、崔吉君、崔桂江、康风、康成山、阎同茂、阎寿湖、阎德兴、梁天喜、梁必业、梁守槃、屠开元、琚有山、彭仕红、彭合朋、彭武化、彭明治、彭清云、彭清云、董其武、董超、蒋玉贞、蒋润观、韩芝萍、韩金凤、韩思国、韩敏、粟裕、程开甲、程世才、傅奎清、傅钟、傅秋涛、傅崇碧、鲁德才、曾昭林、曾思玉、曾海生、温先星、谢明、谢镗忠、靳甲夫、靳秀爱、雷自平、詹才芳、解全威、褚传禹、蔡有章、蔡报瑗、蔡翘、廖汉生、廖海光、谭知耕、谭政、谭星亭、谭善和、熊飞、熊志生、樊效文、黎明、滕俊清、滕耕耕、颜金生、潘明轩、薛真、冀先民、戴秉孚、魏金山、魏学诚 |          |            |                                                                                      |      |
| 1983              | 第六届   | 于努苏夫·艾山、于厚德、马世琳、马占民、马兆昆、马秉臣、王子波、王正、王兰江、王永宁、王成科、王成琪、王庆扬、王秀法、王定烈、王莉莉、王根成、王培禄、王淳、王静敏、王毓周、牛击、毛余、孔从洲、孔昭文、邓世平、邓家泰、玉宗焕、左良、石宗礼、卢胜、叶飞、叶勤、白洪普、冯达、冯征、加米拉、毕皓、吕支东、吕梁、朱伯儒、朱清於、朱敦法、朱勤、朱耀华、乔平、乔英侠、伍坤山、刘玉堤、刘占荣、刘白羽、刘立封、刘有光、刘存智、刘丽琳、刘钊、刘伯堂、刘希凤、刘凯、刘炎田、刘学基、刘春山、刘恒作、刘晓莲、刘喜中、刘锋、刘新增、刘德普、齐仲亨、衣瑞伦、江木参、许胜、孙云汉、孙殿甲、苏章、杜夫、李文卿、李文清、李平、李亚敏、李光军、李同兴、李志成、李希庚、李际祥、李际璟、李宗安、李南晔、李钟玄、李宣化、李培基、李彬、李雪三、李福才、李群、李蔚华、李毓麟、杨力、杨正刚、杨石毅、杨永斌、杨汉文、杨刚、杨秀山、杨英昌、杨杰、杨果凡、杨国宇、杨得志、肖选进、吴光宇、吴罡、吴震、何正文、余秋里、谷景生、宋长庚、宋克达、宋忠贤、宋承志、张广有、张太恒、张中如、张午、张文杰、张秀龙、张怀瑞、张贤约、张岩、张宗文、张南生、张显忠、张贵荣、张振川、张家骥、张敬一、张朝忠、张景华、张楚然、张福成、张殿中、张震寰、张德福、张霖、陈先瑞、陈志彬、陈招娣、陈明义、陈凯、陈爱华、陈继德、陈培民、陈辉、陈景三、陈景藻、陈福接、陈熙、陈鹤桥、邵云行、苗敬芬、林广才、林月琴、林基贵、欧阳毅、尚志功、罗方、罗东进、罗尚功、罗斌、秀卜枚、周衣冰、周约翰、周克玉、周德礼、庞秀廷、郑维山、孟乐天、孟移山、赵双选、赵先顺、赵惠芳、郝永富、郝岩、胡伯华、胡荣贵、胡绪清、钟世镇、钟有煌、段苏权、饶守坤、姜玉田、姜泗长、姜钟、前德门、洪家德、胥光义、姚保钱、贺庆积、袁鸿锦、聂力、莫文骅、夏柱玉、夏夔、顾秉生、党翻身、钱传训、钱绍钧、钱贵、钱贺昌、徐元彬、徐廷泽、徐芳春、徐春阳、徐斌、徐登昆、高兴民、高焕昌、高锐、郭林祥、郭涛、唐佩弦、唐皎、黄玉昆、黄在渔、黄晓廉、黄浩、梅和家、常凤举、崔田民、崔成楠、崔伦、崔星权、崔萍、符先辉、符志洛、康立泽、康明才、康星火、阎琢、梁天惠、梁培英、彭荆风、葛毅、蒋宝华、韩先楚、韩怀智、程必文、傅崇碧、曾绍山、温刚、滑俊、谢正浩、谢有法、蓝丁寿、蒯大伟、甄申、解方、蔡震、蔡德咏、廖汉生、廖海光、谭必仁、翟锡运、黎邦璲、颜青云、潘兆民、潘焱 |          |            |                                                                                      |      |
| 1988              | 第七届   | 丁文昌、刁培泽、于乃昌、马驰、马辛春、马秉臣、马春娃、王长盛、王玉琪、王申、王立春、王永宁、王永林、王有翰、王宏济、王茂润、王英洲、王明海、王炬、王建业、王钟琦、王修忠、王保臣、王彦、王宪志、王冠德、王晓红、王爱武、王猛、王清涛、王绪恭、王湘生、王静波、韦宇、牛先民、牛金山、孔宪礼、邓小平、邓家泰、玉宗焕、叶飞、田永存、田静、白文仲、宁多荣、邢世忠、邢智勇、毕皓、曲继宁、吕祥胜、吕梁、朱维斌、朱超、朱敦法、向孝书、刘小安、刘玉明、刘玉堤、刘立封、刘有光、刘存智、刘伦贤、刘华清、刘汝均、刘兴文、刘丽琳、刘伯然、刘明仁、刘明璞、刘凯、刘学基、刘绍先、刘振堂、刘桂楠、刘晓莲、刘新增、孙文清、孙成如、孙雨林、阴法唐、杜克安、杜郁、巫致中、李开云、李元喜、李长林、李长根、李化新、李文卿、李文彬、李永泰、李伦、李来柱、李希林、李杰、李宗安、李树柏、李宣化、李硕、李景、李景伟、李瑞秀、杨白冰、杨永斌、杨安忠、杨志泛、杨尚昆、杨朝芬、杨锡兰、连耀廷、肖旭初、肖家喜、肖穆、吴玉谦、吴光贤、吴爱群、吴家民、吴铨叙、利少安、何亦祥、何尚纯、佟宝存、谷景生、邹玉琪、库尔班·艾尔西丁、辛明、沈昌祥、沈荣骏、沈椿年、宋双来、宋英奇、宋承志、宋清渭、迟云秀、迟浩田、张工、张太恒、张巨惠、张少华、张少松、张长蔚、张文华、张志坚、张秀龙、张序三、张茂忠、张英明、张明远、张明春、张建民、张相阁、张振先、张景芬、陆汝玉、陈玉霜、陈冬英、陈希滔、陈明山、陈忠贤、陈显华、陈洪远、陈培民、陈培忠、陈景藻、陈静、陈鹤桥、林月琴、林虎、林基贵、林溪石、罗邦杰、罗尚功、罗敬辉、岳德旺、金恭、郐万增、周坤仁、周悦发、周曼殊、郑文翰、郑贤斌、郑国忠、郑惕、赵明活、赵南起、赵焕职、郝保庆、胡荣贵、钟理明、段苏权、侯志新、姜玉田、姜志增、姜德廷、洪学智、洪家德、宫永丰、姚树人、贺进恒、贺鹏飞、秦江昌、秦兴汉、秦伯益、秦基伟、聂力、夏秀英、钱抵千、徐永清、徐传读、徐芳春、徐莉莉、徐效武、徐滨士、高天正、高同声、高树春、郭凤林、郭涛、唐广才、唐立忠、黄乙武、黄玉昆、黄玉章、黄在渔、黄自强、黄序、黄炳新、黄渐鸿、曹文娥、曹双明、曹思明、崔世芳、章昭薰、阎琢、隋永举、董学林、董宜胜、韩怀智、景学勤、傅英杰、傅秉跃、傅奎清、曾玉卿、温宗仁、温景义、靳玉轩、靳庆丰、蓝丁寿、雷春林、路宝银、詹大南、蔡仁山、蔡公杰、蔡英、蔡建宇、臧文清、臧穗、裴九洲、裴怀亮、嘎旺、廖汉生、廖剑芳、谭富吉、颜金生、潘日源、潘焱、魏明义 |          |            |                                                                                      |      |
| 1993              | 第八届   | 丁玉才、丁寿岳、刁从洲、于永波、于景常、么兴远、马凤桐、马占民、马驰、马建新、马盛林、马富才、王少君、王占华、王申、王立春、王永宁、王永明、王同琢、王作义、王春瑞、王洪福、王祖训、王继英、王清涛、王绪恭、王琪、王德芳、毛炳祥、方祖岐、尹文声、孔昭文、孔德年、邓小平、邓昌友、石宝源、叶正大、田书根、史水洲、冯金茂、邢世忠、成守亮、吕廷珩、吕家书、朱永清、朱光、朱京、朱超、朱淼泉、朱增泉、乔文清、伍素华、全英子、庆秀荣、刘友法、刘书田、刘玉斋、刘世伦、刘东才、刘仕楚、刘永祥、刘华清、刘国裕、刘凯、刘保健、刘洪芳、刘振华、刘桂楠、刘新增、刘镇武、祁振华、许志功、许胜、孙曼霁、孙景华、孙粹屏、阴法唐、买买提·艾力严尔益、杜世刚、李元正、李云山、李云生、李永金、李永泰、李对红、李邦亮、李西林、李伦、李旭阁、李杰、李树文、李俊琏、李桂林、李继松、李惠兰、李鼎文、李道芬、杨士杰、杨子才、杨正刚、杨世喜、杨白冰、杨汉文、杨伟炎、杨志华、杨怀庆、杨虹、杨振玉、杨根远、杨蓉娅、杨德春、肖怀枢、吴双战、吴华山、吴润忠、吴家民、吴湘庆、邱光灿、何彦芳、何善福、何新明、佟乌恩·白乙拉、邸荣华、沈兆吉、沈裕峰、宋殿毅、迟浩田、张二旺、张万年、张太恒、张文台、张文华、张汉平、张传苗、张仲先、张志坚、张序三、张国初、张明远、张宝康、张振、张家德、张彬、张谋、张湘、张震、陆载德、陈义春、陈达植、陈廷侠、陈华平、陈希滔、陈明山、陈学楚、陈荣乡、陈显华、陈培民、陈培森、陈章元、陈德明、陈燕勤、邵士诚、纳孜古力、范西红、林传康、林虎、林基贵、易元秋、罗有礼、金怡濂、周子玉、周文碧、周尔均、周再康、周衣冰、周春山、郑申侠、郑邦玉、郑完植、郑顺周、郑炳清、单既林、屈全绳、赵国光、赵贵卯、赵海滨、赵新先、赵曦光、胡长发、胡世浩、胡在银、钟玉征、种发有、段喜康、贺平、秦基伟、袁树斌、耿莲凤、聂力、栗前明、贾富坤、顿珠多吉、徐文义、徐同业、徐信、徐家柱、徐惠滋、高元法、高云江、高世良、郭玉祥、郭伯雄、郭桂蓉、郭培巩、郭锡章、唐广才、唐天标、唐守扬、姬胜德、黄玉章、黄茂江、黄学禄、黄恒美、黄渐鸿、萧榕、龚平秋、崔同山、符传荣、康成仁、康富泉、梁太林、隆志勇、董云海、董占林、董良驹、董宜胜、蒋顺学、韩世谦、韩怀智、粟戎生、景在新、喻忠桂、程建宁、程晓健、傅全有、傅秉耀、舒玉泰、温玉柱、温光春、谢光、谢德财、谢鹤鸣、蓝丁寿、雷星平、蔡仁山、臧文清、裴怀亮、廖锡龙、谭仕禄、谭冬生、缪国亮、滕万明、潘鸿梅、戴学江、魏伯良、糜振玉 |          |            |                                                                                      |      |
| 1998              | 第九届   | 丁玉才、丁兆乾（回族）、丁寿岳、卜庆君、于永波（满族）、于振武、马卫东（藏族）、马伟明、马殿圣、王仁银、王文惠、王永宁、王伟、王志成、王志学、王志豪、王克、王良旺、王英洲、王国田、王育敏、王泽民、王贵勤、王宪、王祖训、王统业、王涛、王琪、王瑞林、王新风、毛用泽、方登华、孔祥锵、巴忠倓、邓永良、邓宏、邓昌友、邓鸿模、石宝源、卢普阳、卢登华、叶爱群、田书根、田绍奇、史玉孝、史永善、白连合（满族）、兰保景、奴尔曼·克里木（维吾尔族）、吉志军、曲方桓、朱文泉、朱永清、先开润、任丽蔚、任佩瑜、刘久军、刘长富、刘书明、刘永治、刘亚红、刘志艳、刘明璞、刘荫超、刘振来（回族）、刘逢君、许志龙、许胜、孙兆群、孙志强、孙丽英（满族）、孙忠同、孙承军、孙堂、杜铁环、李九龙、李凤洲、李文光、李永忠、李永泰（朝鲜族）、李永德、李同茂、李来柱、李兵、李贤玉（朝鲜族）、李秉桥、李学通、李春河、李素平、李晓坤、李恩、李新良、李衡、杨书龙、杨玉书、杨伟炎、杨运忠、杨丽、杨英昌、杨学军、杨朝宽、杨蓉娅、杨毅刚、杨澄宇、肖兴明、时权、吴玲玲（回族）、吴继科、邱金凯、邱衍汉、邱健、何乃明、何世彪、何平、何善福、谷善庆、邹永钊、汪德源、汪潮海、沈荣骏、沈晓辉、沈雪哉、沈善文、宋文汉、宋祖英（女，苗族）、宋清渭、迟浩田、张万年、张仁忠、张文台、张东盛、张立志、张伊宁、张进宝、张连忠、张希光、张序三、张国初、张明远、张学东、张宝康、张树云、张树田、张振华、张莉、张海天、张棉生、张智、陆凤彬、陈开礼、陈玉杰、陈正汉、陈庆云、陈明山、陈显华、陈章元、陈添林、陈锦彪、陈翠萍、陈潜、范长龙、林永年、欧金谷、岳宣义、金仁燮（朝鲜族）、金古阿格（彝族）、金矛、金昌吉（朝鲜族）、周友良、周文元、周克玉、周坤仁、周美华、周遇奇、郑申侠、郑仕超、郑守增、郑金雷、郑炳清、郑洪涛、赵卫国、赵月新、赵书月、赵可铭、赵丛（满族）、赵兴录、赵英富、赵国钧、赵拴龙、赵荣堂、赵新先、胡世祥、胡春福、胡爱玲、柳凤举、钟声琴、侯刚、施安廷、洛桑曲珍（藏族）、宫云战、骆正平、秦江昌、袁兴华、耿莲凤、聂力、莫四海（壮族）、贾丹兵、贾文先、贾茂荣、贾富坤、徐又寅、徐承云、徐振忠、徐根初、徐惠滋、高同声、高守维、郭凤岐、郭玉祥、唐天标、黄玉章、黄民强、黄勇（蒙古族）、黄素嘉、曹双明、曹学德、戚庆伦、龚惠芸、崔毅、符廷贵、康成元、梁计秋、梁保锦、寇宪祥、隋永举、隋绳武、隗福临（满族）、彭小枫、彭楚政（土家族）、彭翠峰、葛成文、葛振峰、董良驹、韩生峰、韩金豹、韩瑞阶、粟戎生（侗族）、景学勤、程宝山、程晓健、傅全有、傅鸿基、傅渤海、傅翠和、童天云、温玉柱、温光春、谢光、蒲荣祥、蒙进喜、詹忠富、蔡仁山、蔡继表、臧文清、熊自仁、樊根深、魏长安 |          |            |                                                                                      |      |
| 2003              | 第十届   | 丁继业、于长海、于永跃（满族）、于怀谋、于桂生、于常启、万让鑫、马以芝、马书铭、马国文、马殿圣、王义斌、王太岚、王文成、王文惠、王玉发、王永良、王伟、王守业、王守志、王良旺、王茂润、王国生、王明升、王金相、王定庆、王洪光、王祖训、王贺文、王振西、王恋英（女）、王祥富、王喜斌、王辉、扎西杜基（藏族）、毛凤鸣、凤景泉、方仁迎（壮族）、方庆灵、尹庆立、尹保生（白族）、邓伟（女，满族）、邓晓宏、艾虎生、申万胜、田书根、田绍奇、史玉孝、冯兆举、邢书成、邢世忠、吕志、吕登明、吕德松、朱启、朱瑞云、朱曙光、任之通、刘广智、刘卫东、刘凤山、刘书才、刘启德、刘宝生、刘艳超（女）、刘桂书、刘健（藏族）、刘逢君、刘展志、刘斌、闫章更、江苏苹（女）、汤玉英（女）、祁正祥、许纪文、许和震、阮朝阳、孙大发、孙凤阳、孙建国、苏书岩、杜云生、杜铁环、李广琪、李天策、李元正、李少军、李必兴、李永金、李永德、李光禄、李买富、李启胜、李国辉、李学智、李科（满族）、李俊（女）、李洪程、李素平（女）、李恩、李铁民、李继耐、李新光、李新良、李增林、杨东胜、杨业功、杨旭华、杨国梁、杨柳（女）、杨蓉娅（女）、杨键英（女）、肖玉国、吴正丹（女）、吴青田、吴胜利、吴绵胜、吴朝晖（侗族）、邱达雄、邱如林、邱健、余公保（藏族）、冷宽、汪玉、汪致远、汪超群、沈永平、宋春丽（女）、初平、迟万春、张文台、张双虎、张世刚、张世显、张永义、张军、张阳、张进宝、张志兵、张杰传、张治新、张学东、张秋祥、张瑞、张增顺、陈方枢、陈玉田、陈世俊、陈左宁（女）、陈达植、陈时宝、陈希滔、陈国书、陈思思（女）、陈俨、陈章元、范印华、范晓光、林康（壮族）、欧新民、罗宇栋、罗振江、罗烈文、郐万增、周友良、周汉荣、周坤仁、周岳邦（藏族）、庞维义、郑守增、郑忠堂、郑治栋、屈全绳、赵太忠、赵志民（满族）、赵克石、赵建中、赵承凤、赵梅（女，仡佬族）、赵善桐、赵锡君、郝敬民、郝道海、胡世祥、药立波（女）、战永盛、种明辉、段录定、段树春、姜吉初、姜言记、姚云竹（女）、姚念学、袁邦根、袁家新、贾丹兵（女）、贾茂荣、贾晓炜、贾富坤、夏国富、夏艳华、顾金才、顾惠生、柴家科、钱汉新（女）、钱南忠、铁金（女，回族）、徐才厚、徐小岩、徐礼政、徐永清、徐根初、徐晓南、徐粉林、高守维、高连启（满族）、郭瓦·加毛吉（女，藏族）、郭为民、郭立峰、郭伯雄、郭洪超、郭桂蓉、席吉虎、唐天标、唐新秋、涂亚庆、陶伯钧、陶昌廉、黄光汉、黄次胜、黄作兴、黄学禄、黄信生、黄高成、黄新、曹刚川、曹惠臣、戚建国、常显奇、常贵祥、崔文戈、阎维文、梁光烈、谌宏昌、隋绳武、隗福临（满族）、董万瑞、董震、景学勤、程晓健（女）、傅健安、焦安昌、曾建国、曾海生（女）、曾蛟、温光春、楚鸿彦、蔡朝元、廖锡龙、赛买提·买买提（维吾尔族）、谭乃达、谭冬生、谭悦新、潘洪亮、霍小勇、戴清民、魏平生、魏纪章。 |          |            |                                                                                      |      |
| 2008              | 第十一届 | 丁来杭、丁明德、丁晓兵、丁继业、习海玲（女）、马伟明、马建国、马湘生、马瑞奇、王久荣、王升山、王文荣、王世平、王平、王西欣、王建民（兰州军区）、王建民（成都军区）、王建俊、王洪尧、王冠中、王贺文、王勇（满族）、王莉（女）、王晓龙、王晓东、王晓东（满族）、 王继堂、王梦云、王清葆、王维山、王维俊（女）、王森泰、王辉、王谦、王登平、王福山、尤海涛、巨孝成、牛红光、邓伟（女，满族）、田伟（土家族）、冉崇伟、白永会、白自兴、丛日刚、冯政杰、芇福成、吕峻（纳西族）、吕继宏、朱文玉、朱文泉、朱启、朱法臣、朱洪达、朱清益、朱锦林、朱曙光、向南林、邬华扬、刘巨魁、刘冬冬、刘永治、刘亚红、刘伟伟、刘纪林、刘际琛、刘忠兴、刘欣、刘学云、刘胜、刘勇、刘振起、刘晓琨、刘晓翠（女）、刘联华、刘鼎兴、刘斌、刘雷、刘镇武、齐三平、关凯、江建曾、江勇西绕（藏族）、汤子跃、许其亮、阮志柏、孙大发、孙正禄、孙忠同、芮清凯、苏书岩、杜建林、李小鹰（女）、李少军、李长顺、李丹阳（女）、李丹妮（女）、李玉、李本琪、李兰田、李光金、李庆安、李作成、李贤福（苗族）、李国辉、李昌、李征（满族）、李金山、李学文、李学忠、李学智、李建华、李钟敏（回族）、李俊（女）、李继耐、李乾元、李殿仁、杨吉贵、杨志琦、杨国海、杨剑、杨蓉娅（女）、杨德清、吴双战、吴齐、吴胜利、何新瑛（女）、余培军、辛荣国、汪玉、汪超群、汪瑞（女）、宋其文、宋善玉、迟万春、张文台、张仕波、张训才、张华臣、张孝忠、张苇、张岳永、张育林、张学锋、张宝书、张诗明、张建启、张豇菲、张烈英、张烨、张骏、张瑞、张德顺、陈二曦、陈小工、陈光明、陈希滔、陈林、陈国韬、陈树伟、陈炳德、陈章元、苗华、苑世军、范长秘、林广泛、林永青、岳惠来、金矛、周小周、周良柱、周斌、周瑞华、周璧华（女）、郑申侠、郑传福、郑喜灿（女）、官却才旦（藏族）、房峰辉、赵可铭、赵刚、赵启宝（满族）、赵晓明、赵辉、赵锡君、胡秀堂、胡宜树、胡彦林、姜吉初、姜福堂、秦卫江、秦雨（土家族）、桂恒山、贾正平、贾永生、贾延明、贾晓炜、夏世富、夏国富、顾守成、顾炳悦（满族）、柴绍良、钱南忠、徐才厚、徐小岩、徐树雄、徐洪猛、徐根初、徐德学、徐蕾（女）、高凤楼、高守维、郭书红、郭伯雄、唐万林（蒙古族）、唐天标、唐太平、唐国庆、谈文虎、黄晓娟（女）、黄献中、黄嘉祥、曹东沈、曹国庆、曹清、戚建国、常万全、崔玉玲（女）、崔景龙、符廷贵、阎红志、阎保健、梁光烈、梁晓婧（女）、寇铁、隋明太、彭小枫、葛振峰、董德元、蒋崇安、韩延林、粟永萍（女）、粟戎生（侗族）、喻林祥、嵇绍莹、程晓健（女）、焦红辉、舒玉泰、曾占平、曾庆祝、曾满军、谢建华、楚鸿彦、裘山山（女）、雷鸣球、简仕龙、鲍俊涛、靖志远、裴怀亮、廖炳生、廖锡龙、赛里木江·赛都拉（维吾尔族）、谭晶（女）、樊代明、颜纪雄、穆振河、魏东普、魏钢 |          |            |                                                                                      |      |
| 2013              | 第十二届 | 丁来杭、丁海春、丁继业、马伟明、马秋星、马晓天、王力、王久荣、王义、王文杰、王方（女，蒙古族）、王东、王东明、王永生、王华勇、王兆宇、王军、王国生、王明孝、王忠心、王波、王建民、王建国、王建昌、王树、王洪尧、王娜（女）、王振国、王莉（女）、王晓军、王海龙、王祥富、王维明、王维俊（女）、王喜斌、王朝田、王辉、巨孝成、牛炳祥、文敏（女）、邓伟（女，满族）、邓昌友、厉延明、龙义和、占国桥、卢胜军、卢锡城、田伟（土家族）、田修思、田鑫、冉崇伟、白文奇（蒙古族）、白建军、司启富、戎贵卿、西西玛（藏族）、曲海燕（女）、吕丁文、吕继宏、吕跃广、朱玉青（女）、朱发忠、朱晓芸（女）、任万德、华明、向南林、庄可柱、刘云海、刘从良、刘文力（女）、刘石磊（女，满族）、刘冬冬、刘成军、刘连昌、刘卓明、刘国龙、刘国治、刘忠、刘绍亮、刘洋（女）、刘振立、刘振来（回族）、刘振起、刘晓江、刘晓翠（女）、刘铮、刘焕民、刘联华、刘雷、刘新、刘源、刘福连、闫永祥、米合伦沙·阿不都（女，维吾尔族）、江勇西绕（藏族）、许伟、许其亮、许林平、许勇、孙大发、孙来沈、孙和荣、孙思敬、牟明滨、纪海泉、杜本印、杜洪强、杜恒岩、李小鹰（女）、李长才、李丹妮（女）、李凤山、李凤彪、李文刚、李世明、李光聚、李廷伟（土家族）、李安东、李贤玉（女，朝鲜族）、李爱平、李清印、李清和、李斌、李强、杨东明、杨成熙、杨建华、杨建亭、吴国华、吴胜利、邱文明、何映华、汪玉、汪金玉、汪建新、宋其文、宋琨、宋善玉、宋普选、迟万春、张又侠、张书国、张仕波、张永义、张军祥、张阳、张苇、张余亭、张鸣、张金成、张育林、张建平、张建华、张峰、张烨、张海阳、张展南、陈小工、陈平华、陈东登、陈再方、陈向东、陈舟、陈红海、陈林、陈杰、陈国令、陈雪礼、陈锦华、陈薇（女）、苗润奇、范长龙、尚雅琴（女，满族）、昂旺索南（藏族）、罗长坤、罗尕机（藏族）、罗府臣、周小周、周汉江、周兴铭、周来强、周林和、周彦青（女，布依族）、郑水成、郑传福、郑和、郑晖、单守勤（女）、郎友良、郎剑钊、房峰辉、孟莉（女）、赵克石、赵忠新、郝高潮、胡秀堂、胡修斌、哈里木拉提·阿不都热合满（维吾尔族）、钟志明、侯继振、饶开勋（回族）、姜勇、姜援朝、费玲（女）、贺江波、贺源（苗族）、秦卫江、秦生祥、秦保中、袁强、莫俊鹏、贾丹兵（女）、贾晓炜、徐宏亮、徐建中、徐朝光、凌峰、高光辉、高尚国、高潮、郭礼云、郭俊波、唐宏、谈卫红、黄汉标、黄永俭（女）、黄良平、黄跃进、黄献中、曹益民、曹清、盛斌、常万全、常天庆、崔玉玲（女）、崔永军、康非、章沁生、梁旭、梁晓婧（女）、董泽平、蒋乾麟、韩卫国、韩延林、韩庆波、韩瑜、景文春、舒清友、谢正谊、谢建华、谢虹、谢晓波、鲍俊涛、褚宏彬、蔡红霞（女）、蔺阿强、谭有金、谭健、谭晶（女）、熊家军、颜建刚、薛国强、薛爱国、戴云鹏、戴旭光、戴绍安（蒙古族）、戴洪生、魏凤和 |          |            |                                                                                      |      |
| 2018              | 第十三届 | 丁来杭、丁国林、于志坚、于忠福、于峰（满族，转入辽宁代表团）、于巍（女）、习朝峰、马伟明、马和帕丽（女，哈萨克族）、马顺南、王力、王小鸣、王天目、王长江、王长河、王文全、王方（女，蒙古族）、王玄玉、王宁、王亚平（女）、王再杰、王成男、王伟、王全理、王军、王秀峰、王启繁、王国新（蒙古族）、王明孝、王波、王宝华（女）、王建国、王树、王复兴（纳西族）、王洪尧、王娜（女）、王振国、王晓霞（女）、王健（女）、王海、王海斗、王海龙、王家胜、王教成、王辉山、王辉青、王献军、方向、尹东、尹德健、孔军、古清月（女）、厉延明、石香元、石晓、叶青、田忠良、田学峰、付宁（女）、付国强、白文奇（蒙古族）、冯玮、冯毅、兰政、戎贵卿、朱正友、朱诚、朱程、朱富海、庄炳坤、刘日明、刘石磊（女，满族）、刘永刚、刘永坚、刘光斌、刘伟、刘伟修、刘旭、刘季幸、刘京菊（女）、刘绍亮、刘健、刘家国、刘粤军、刘源、刘德伟、齐虎广、米合伦沙·阿不都（女，维吾尔族）、安兆庆（锡伯族）、许利强、许其亮、许忠发、孙建国、孙健、严锋、苏保成、杜刚、杜岗、李士生、李永生、李伟、李军、李运田、李秀宝、李作成、李尚福、李明、李勇、李鸿（女）、李超、李道明、杨扬（女，苗族）、杨成熙、杨丽霞（女，白族）、杨初格西（藏族）、杨征、杨诚、杨倩（女）、杨祥国、杨磊（土家族）、肖冬松、吴少华、吴永亮、吴兴丰、吴社洲、吴杰明、吴国华、吴昌洁（女）、吴春利、吴海波、吴颖霞（女）、邱月潮、何卫东、何仁学、何宏军、何雷、余海龙、冷志义、辛崇东、辛毅、汪海江、沙子呷（彝族）、沈金龙、宋丹、宋学、宋春雳、宋琨、宋善玉、宋普选、张又侠、张小燕（女）、张义瑚、张升民、张文仁、张平、张明珠（女）、张学宇、张学锋、张洪英（女）、张洪贺、张烈英、张雄伟、张潇（女）、阿不都克里木·哈里克（维吾尔族）、陈平华、陈香美（女）、陈俊林、陈剑飞、陈炳艳、陈勇、陈家静、陈雪礼、陈道祥、陈黎明、武文、武仲良、苗华、苗润奇、范承才、范骁骏、罗亚中、周丰林（白族）、周亚宁、周吴刚、周松和、周建波、周健、郑卫平、郑俊杰、郑浩、宝林（蒙古族）、郎友良、孟中康、降巴克珠（藏族）、赵岩泉、赵宗岐、赵贺、赵瑞宝、胡昌明、战厚顺、钟志明、钟绍军、侯云、侯胜亮、饶开勋（回族）、姜国平、姜勇、秦生祥、袁远（女）、袁誉柏、莫俊鹏、索朗扎西（藏族）、贾廷安、贾建成、贾俊明、顾祥兵、柴绍良、党增龙、钱树民、徐云鹏、徐西盛、徐向华、徐兴林、徐建锋、徐起零、殷方龙、凌希、凌焕新、高东垒、高波、郭晓东（蒙古族）、郭普校、涂伟明、黄克超、黄连珍（女）、黄铭、黄鑫、曹国侯、曹京宜（女）、曹新元、崔玉玲（女）、康春元、康晓晖、梁阳、梁剑涛（女）、彭勃、董正宏、蒋永馨（女）、蒋庆群、蒋建新、蒋漠祥、韩卫国、韩晓东、韩鹏、程坚、程诚（女）、谢正谊、谢贻平、蒲永能、蔡红霞（女）、管延密、廖正良、谭本宏、谭民、缪中、缪静（女）、樊代明、黎火辉、潘佳瑛（女）、魏凤和。 |          |            |                                                                                      |      |
| 2023              | 第十四届 | 2023年初，解放军和武警部队26个选举单位先后召开军人代表大会，选举产生281名全国人大代表。2023年12月29日，第十四届全国人大常委会第七次会议批准罢免张振中、张育林、饶文敏、鞠新春、丁来杭、吕宏、李玉超、李传广、周亚宁的全国人大代表资格 |          |            |                                                                                      |      |
| 王大忠            | 中共     | 男 | 汉族     | 1962年2月  | 北部战区海军司令员                                                                   |      |
| 王小鸣            | 中共     | 男 | 汉族     |            | 全国人大农业与农村委员会委员                                                         | 连任 |
| 王仁华            | 中共     | 男 | 汉族     |            | 中央政法委委员、中央军委政法委书记 中国人民解放军选举委员会委员 第二十届中央委员     |      |
| 王文华            | 中共     | 男 | 汉族     |            | 陆军第71集团军某合成旅旅长                                                           |      |
| 王文毅            | 中共     | 男 | 汉族     | 1996年1月  | 南部战区空军航空兵某旅分队长、飞行员                                                 |      |
| 王东海            | 中共     | 男 | 汉族     | 1964年7月  | 中央军委国防动员部政委                                                               |      |
| 王立岩            | 中共     | 男 | 汉族     | 1962年     | 中国火箭军副司令员                                                                   |      |
| 王宁              | 中共     | 男 | 汉族     |            | 武警部队云南省总队司令员                                                             |      |
| 王亚茹            | 中共     | 女 | 汉族     |            | 海军陆战队某旅二级上士                                                               |      |
| 王成男            | 中共     | 男 | 汉族     | 1964年10月 | 中央军委政治工作部副主任                                                             | 连任 |
| 王仲才            | 中共     | 男 | 汉族     | 1963年11月 | 东部战区副司令员 东部战区海军司令员                                                  |      |
| 王抗平            | 中共     | 男 | 汉族     | 1965年     | 东部战区副司令员                                                                     |      |
| 王秀会            | 中共     | 男 | 汉族     |            | 中国人民解放军联勤保障部队副政治委员、纪律检查委员会书记、监察委员会主任             |      |
| 王宏宇            | 中共     | 男 | 汉族     | 1965年12月 | 福建省军区司令员、党委副书记                                                         |      |
| 王建武            | 中共     | 男 | 汉族     |            | 全国人大常委会委员 全国人大监察和司法委员会副主任委员 中国人民解放军选举委员会委员   |      |
| 王春宁            | 中共     | 男 | 汉族     | 1963年3月  | 武警部队上将司令员                                                                   |      |
| 王莉              | 中共     | 女 | 回族     |            | 北部战区空军某通信旅一营营长                                                         |      |
| 王峰              | 中共     | 男 | 汉族     |            |                                                                                      |      |
| 王雷              | 中共     | 男 | 汉族     |            |                                                                                      |      |
| 王鹍龙            | 中共     | 男 | 汉族     |            |                                                                                      |      |
| 王鹏              | 中共     | 男 | 汉族     |            |                                                                                      |      |
| 巨乾生            | 中共     | 男 | 汉族     |            |                                                                                      |      |
| 毛得坤            | 中共     | 男 | 汉族     |            |                                                                                      |      |
| 公茂栋            | 中共     | 男 | 汉族     |            |                                                                                      |      |
| 文晓亮            | 中共     | 男 | 汉族     |            |                                                                                      |      |
| 方向              | 中共     | 男 | 汉族     |            | 全国人大常委会委员                                                                   |      |
| 尹红星            | 中共     | 男 | 汉族     |            |                                                                                      |      |
| 艾迎春            | 中共     | 男 | 汉族     |            |                                                                                      |      |
| 古清月            | 中共     | 女 | 汉族     |            |                                                                                      |      |
| 布和图木尔        | 中共     | 男 | 蒙古族   |            |                                                                                      |      |
| 东主才朗          | 中共     | 男 | 藏族     | 1986年7月  | 武警西藏总队林芝支队某大队教导员                                                     |      |
| 叶大斌            | 中共     | 男 | 汉族     |            |                                                                                      |      |
| 申峰              | 中共     | 男 | 汉族     |            |                                                                                      |      |
| 申董初            | 中共     | 男 | 仡佬族   |            |                                                                                      |      |
| 田义祥            | 中共     | 男 | 汉族     |            |                                                                                      |      |
| 史树合            | 中共     | 男 | 汉族     |            |                                                                                      |      |
| 付国强            | 中共     | 男 | 汉族     |            |                                                                                      |      |
| 白忠斌            | 中共     | 男 | 汉族     |            |                                                                                      |      |
| 冯建华            | 中共     | 男 | 汉族     |            | 宪法和法律委员会副主任委员                                                           |      |
| 冯敏              | 中共     | 女 | 汉族     |            |                                                                                      |      |
| 边瑞峰            | 中共     | 男 | 汉族     |            |                                                                                      |      |
| 邢澎峰            | 中共     | 男 | 汉族     |            |                                                                                      |      |
| 吉利              | 中共     | 女 | 汉族     |            |                                                                                      |      |
| 吕运成            | 中共     | 男 | 汉族     |            |                                                                                      |      |
| 吕贤春            | 中共     | 男 | 汉族     |            |                                                                                      |      |
| 朱悦萌            | 中共     | 女 | 汉族     |            |                                                                                      |      |
| 乔相记            | 中共     | 男 | 汉族     |            |                                                                                      |      |
| 乔莎莎            | 中共     | 女 | 汉族     |            |                                                                                      |      |
| 刘子柱            | 中共     | 男 | 汉族     |            |                                                                                      |      |
| 刘文起            | 中共     | 男 | 汉族     |            |                                                                                      |      |
| 刘冬林            | 中共     | 男 | 汉族     |            |                                                                                      |      |
| 刘志红            | 中共     | 女 | 汉族     |            |                                                                                      |      |
| 刘杨              | 中共     | 男 | 汉族     |            |                                                                                      |      |
| 刘泽金            | 中共     | 男 | 汉族     |            | 中央军委科学技术委员会副主任                                                         |      |
| 刘治安            | 中共     | 男 | 汉族     |            |                                                                                      |      |
| 刘宗成            | 中共     | 男 | 汉族     |            |                                                                                      |      |
| 刘政              | 中共     | 男 | 汉族     |            |                                                                                      |      |
| 刘树伟            | 中共     | 男 | 汉族     |            |                                                                                      |      |
| 刘威              | 中共     | 男 | 汉族     |            |                                                                                      |      |
| 刘洋              | 中共     | 女 | 汉族     |            |                                                                                      |      |
| 刘振立            | 中共     | 男 | 汉族     |            |                                                                                      |      |
| 刘家国            | 中共     | 男 | 汉族     |            |                                                                                      |      |
| 刘敏              | 中共     | 女 | 汉族     |            |                                                                                      |      |
| 刘喜合            | 中共     | 男 | 汉族     |            |                                                                                      |      |
| 刘锋              | 中共     | 男 | 汉族     |            |                                                                                      |      |
| 安兆庆            | 中共     | 男 | 锡伯族   |            |                                                                                      |      |
| 安学              | 中共     | 男 | 汉族     |            |                                                                                      |      |
| 祁伟光            | 中共     | 男 | 汉族     |            |                                                                                      |      |
| 许学强            | 中共     | 男 | 汉族     |            |                                                                                      |      |
| 阮婷              | 中共     | 女 | 汉族     |            |                                                                                      |      |
| 孙旦平            | 中共     | 男 | 汉族     |            |                                                                                      |      |
| 孙雪霜            | 中共     | 男 | 汉族     |            |                                                                                      |      |
| 孙斌              | 中共     | 男 | 汉族     |            |                                                                                      |      |
| 孙雷              | 中共     | 男 | 汉族     |            |                                                                                      |      |
| 纪多              | 中共     | 男 | 汉族     |            |                                                                                      |      |
| 纪昌良            | 中共     | 男 | 汉族     |            |                                                                                      |      |
| 苏寅生            | 中共     | 男 | 汉族     |            |                                                                                      |      |
| 杜长余            | 中共     | 男 | 汉族     |            |                                                                                      |      |
| 李凤彪            | 中共     | 男 | 汉族     | 1959年10月 | 西部战区政治委员                                                                     |      |
| 李东              | 中共     | 男 | 汉族     |            | 国防科技大学系统工程学院大校政治委员                                                 |      |
| 李汉军            | 中共     | 男 | 汉族     |            |                                                                                      |      |
| 李朴              | 中共     | 女 | 汉族     |            |                                                                                      |      |
| 李伟              | 中共     | 男 | 汉族     |            |                                                                                      |      |
| 李岗              | 中共     | 男 | 汉族     |            |                                                                                      |      |
| 李宛芯            | 中共     | 女 | 汉族     |            |                                                                                      |      |
| 李昭              | 中共     | 男 | 汉族     |            |                                                                                      |      |
| 李俊杰            | 中共     | 男 | 汉族     |            |                                                                                      |      |
| 李勇              | 中共     | 男 | 汉族     |            |                                                                                      |      |
| 李桥铭            | 中共     | 男 | 汉族     |            |                                                                                      |      |
| 李斌              | 中共     | 男 | 汉族     |            |                                                                                      |      |
| 李媛媛            | 中共     | 女 | 汉族     |            |                                                                                      |      |
| 李鹏              | 中共     | 男 | 汉族     |            |                                                                                      |      |
| 李鹏翼            | 中共     | 男 | 汉族     |            |                                                                                      |      |
| 杨正根            | 中共     | 男 | 汉族     |            |                                                                                      |      |
| 杨光              | 中共     | 男 | 侗族     |            |                                                                                      |      |
| 杨光辉            | 中共     | 男 | 汉族     |            |                                                                                      |      |
| 杨自春            | 中共     | 男 | 汉族     |            |                                                                                      |      |
| 杨志斌            | 中共     | 男 | 汉族     |            |                                                                                      |      |
| 杨志强            | 中共     | 男 | 汉族     |            |                                                                                      |      |
| 杨笑祥            | 中共     | 男 | 汉族     |            |                                                                                      |      |
| 肖天亮            | 中共     | 男 | 汉族     |            |                                                                                      |      |
| 肖伟              | 中共     | 男 | 汉族     |            |                                                                                      |      |
| 吴升艳            | 中共     | 女 | 汉族     |            |                                                                                      |      |
| 吴兴丰            | 中共     | 男 | 汉族     |            |                                                                                      |      |
| 吴杰明            | 中共     | 男 | 汉族     |            |                                                                                      |      |
| 吴育红            | 中共     | 男 | 汉族     |            |                                                                                      |      |
| 吴俊宝            | 中共     | 男 | 汉族     |            |                                                                                      |      |
| 吴喜铧            | 中共     | 男 | 汉族     |            |                                                                                      |      |
| 何卫东            | 中共     | 男 | 汉族     | 1957年5月  | 中国共产党中央政治局委员 中共中央军委副主席 [[中华人民共和国中央军事委员会副主席\|]] |      |
| 何平              | 中共     | 男 | 汉族     | 1957年11月 | 宪法和法律委员会副主任委员 中国人民解放军东部战区政治委员                            |      |
| 何宏军            | 中共     | 男 | 汉族     |            |                                                                                      |      |
| 何雨帆            | 中共     | 男 | 汉族     |            |                                                                                      |      |
| 何洪星            | 中共     | 男 | 汉族     |            |                                                                                      |      |
| 汪志斌            | 中共     | 男 | 汉族     |            |                                                                                      |      |
| 汪鸿雁            | 中共     | 男 | 汉族     |            |                                                                                      |      |
| 沈方吾            | 中共     | 男 | 汉族     |            |                                                                                      |      |
| 沈金龙            | 中共     | 男 | 汉族     | 1956年10月 | 财政经济委员会副主任委员                                                             | 连任 |
| 宋晓鸥            | 中共     | 女 | 汉族     |            |                                                                                      |      |
| 宋彩萍            | 中共     | 女 | 汉族     |            |                                                                                      |      |
| 张又侠            | 中共     | 男 | 汉族     | 1950年7月  | 中国共产党中央政治局委员 中共中央军委副主席 [[中华人民共和国中央军事委员会副主席\|]] | 连任 |
| 张凡迪            | 中共     | 男 | 汉族     |            |                                                                                      |      |
| 张弓              | 中共     | 男 | 汉族     |            |                                                                                      |      |
| 张升民            | 中共     | 男 | 汉族     |            |                                                                                      |      |
| 张龙飞            | 中共     | 男 | 汉族     |            |                                                                                      |      |
| 张平坤            | 中共     | 男 | 汉族     |            |                                                                                      |      |
| 张冬旭            | 中共     | 男 | 汉族     |            |                                                                                      |      |
| 张立克            | 中共     | 男 | 汉族     |            |                                                                                      |      |
| 张永强            | 中共     | 男 | 汉族     |            |                                                                                      |      |
| 张发菊            | 中共     | 女 | 汉族     |            |                                                                                      |      |
| 张军              | 中共     | 男 | 汉族     |            |                                                                                      |      |
| 张红兵            | 中共     | 男 | 汉族     |            |                                                                                      |      |
| 张亨              | 中共     | 男 | 汉族     |            |                                                                                      |      |
| 张林              | 中共     | 男 | 汉族     |            |                                                                                      |      |
| 张明华            | 中共     | 男 | 汉族     |            |                                                                                      |      |
| 张洪星            | 中共     | 男 | 汉族     |            |                                                                                      |      |
| 张洪斌            | 中共     | 男 | 汉族     |            |                                                                                      |      |
| 张辉鋆            | 中共     | 男 | 汉族     |            |                                                                                      |      |
| 张韶颖            | 中共     | 男 | 汉族     |            |                                                                                      |      |
| 张潇              | 中共     | 女 | 汉族     |            |                                                                                      |      |
| 陆丹云            | 中共     | 女 | 汉族     |            |                                                                                      |      |
| 阿依邓·吐尔逊别克 | 中共     | 男 | 哈萨克族 |            |                                                                                      |      |
| 陈义鹏            | 中共     | 男 | 汉族     |            |                                                                                      |      |
| 陈光军            | 中共     | 男 | 汉族     | 1966年3月  | 火箭军副司令员                                                                       |      |
| 陈欢              | 中共     | 女 | 汉族     |            |                                                                                      |      |
| 陈连兵            | 中共     | 男 | 汉族     |            |                                                                                      |      |
| 陈松              | 中共     | 男 | 汉族     |            |                                                                                      |      |
| 陈国强            | 中共     | 男 | 汉族     |            |                                                                                      |      |
| 陈金兰            | 中共     | 女 | 汉族     |            | 西部战区空军航空兵某师特级飞行员                                                     |      |
| 陈学斌            | 中共     | 男 | 汉族     |            |                                                                                      |      |
| 陈威巍            | 中共     | 女 | 汉族     |            | 解放军总医院第五医学中心感染病医学部研究所主任技师                                   |      |
| 陈虹宇            | 中共     | 男 | 汉族     |            |                                                                                      |      |
| 陈家红            | 中共     | 男 | 汉族     |            |                                                                                      |      |
| 陈辉              | 中共     | 男 | 汉族     |            |                                                                                      |      |
| 陈晶              | 中共     | 男 | 蒙古族   |            |                                                                                      |      |
| 陈瑜              | 中共     | 女 | 回族     |            |                                                                                      |      |
| 陈德民            | 中共     | 男 | 汉族     |            |                                                                                      |      |
| 陈澄              | 中共     | 男 | 汉族     |            |                                                                                      |      |
| 陈薇              | 中共     | 女 | 汉族     |            |                                                                                      |      |
| 苗华              | 中共     | 男 | 汉族     | 1955年11月 | 中央军委政治工作部主任                                                               | 连任 |
| 范骁骏            | 中共     | 男 | 汉族     | 1956年10月 | 北部战区政治委员                                                                     | 连任 |
| 罗宇              | 中共     | 男 | 汉族     |            |                                                                                      |      |
| 罗胜科            | 中共     | 男 | 汉族     |            |                                                                                      |      |
| 依斯夫·依克亚     | 中共     | 男 | 维吾尔族 |            |                                                                                      |      |
| 周必宽            | 中共     | 男 | 汉族     |            |                                                                                      |      |
| 周刚              | 中共     | 男 | 汉族     | 1964年6月  | 中国工程院院士，作战试验基地63650部队少将司令员                                      |      |
| 周芬              | 中共     | 女 | 汉族     |            |                                                                                      |      |
| 周胜刚            | 中共     | 男 | 汉族     |            |                                                                                      |      |
| 周媛              | 中共     | 女 | 汉族     |            |                                                                                      |      |
| 郑卫平            | 中共     | 男 | 汉族     |            |                                                                                      |      |
| 郑元林            | 中共     | 男 | 汉族     |            |                                                                                      |      |
| 郑金              | 中共     | 男 | 汉族     |            |                                                                                      |      |
| 郑凌勇            | 中共     | 男 | 汉族     |            |                                                                                      |      |
| 郑浩              | 中共     | 男 | 汉族     |            |                                                                                      |      |
| 宛金杨            | 中共     | 男 | 彝族     |            | 南部战区陆军某边防旅营长                                                             |      |
| 孟庆斌            | 中共     | 男 | 汉族     |            |                                                                                      |      |
| 赵巨峰            | 中共     | 男 | 汉族     |            |                                                                                      |      |
| 赵志丹            | 中共     | 男 | 汉族     |            |                                                                                      |      |
| 赵松              | 中共     | 男 | 汉族     |            |                                                                                      |      |
| 赵贤福            | 中共     | 男 | 汉族     |            |                                                                                      |      |
| 赵忠              | 中共     | 男 | 汉族     |            |                                                                                      |      |
| 赵建民            | 中共     | 男 | 汉族     |            |                                                                                      |      |
| 赵钧              | 中共     | 男 | 汉族     |            |                                                                                      |      |
| 赵修民            | 中共     | 男 | 汉族     |            |                                                                                      |      |
| 赵恒              | 中共     | 男 | 汉族     |            |                                                                                      |      |
| 赵勇胜            | 中共     | 男 | 汉族     |            |                                                                                      |      |
| 赵瑞宝            | 中共     | 男 | 汉族     |            |                                                                                      |      |
| 赵磊              | 中共     | 男 | 汉族     |            |                                                                                      |      |
| 郝万禄            | 中共     | 男 | 汉族     |            |                                                                                      |      |
| 郝井文            | 中共     | 男 | 汉族     |            |                                                                                      |      |
| 胡钢锋            | 中共     | 男 | 汉族     |            |                                                                                      |      |
| 胡玺              | 中共     | 男 | 土家族   |            |                                                                                      |      |
| 柳其许            | 中共     | 男 | 汉族     |            |                                                                                      |      |
| 钟绍军            | 中共     | 男 | 汉族     |            |                                                                                      |      |
| 皇甫海涛          | 中共     | 男 | 汉族     |            |                                                                                      |      |
| 侯长岭            | 中共     | 男 | 汉族     |            |                                                                                      |      |
| 姜汉民            | 中共     | 男 | 汉族     |            |                                                                                      |      |
| 姜晓栋            | 中共     | 男 | 汉族     |            |                                                                                      |      |
| 姚党鼐            | 中共     | 男 | 汉族     |            | 中国军事科学院副院长，中央军委联合作战指挥中心中将                                   |      |
| 姚楠              | 中共     | 男 | 汉族     |            |                                                                                      |      |
| 姚瑶              | 中共     | 女 | 汉族     |            |                                                                                      |      |
| 贺兴博            | 中共     | 男 | 汉族     |            |                                                                                      |      |
| 贺荣国            | 中共     | 男 | 汉族     |            |                                                                                      |      |
| 贺婷婷            | 中共     | 女 | 汉族     |            |                                                                                      |      |
| 骆源              | 中共     | 男 | 汉族     | 1958年9月  | 宪法和法律委员会委员 中央军事委员会纪律检查委员会专职副书记                          |      |
| 秦天              | 中共     | 男 | 汉族     |            |                                                                                      |      |
| 秦生祥            | 中共     | 男 | 汉族     |            |                                                                                      |      |
| 袁伟              | 中共     | 男 | 汉族     |            |                                                                                      |      |
| 袁华智            | 中共     | 男 | 汉族     |            |                                                                                      |      |
| 袁誉柏            | 中共     | 男 | 汉族     |            |                                                                                      |      |
| 聂送来            | 中共     | 男 | 汉族     |            |                                                                                      |      |
| 索朗贡布          | 中共     | 男 | 藏族     |            |                                                                                      |      |
| 贾志刚            | 中共     | 男 | 汉族     |            |                                                                                      |      |
| 夏小平            | 中共     | 男 | 汉族     |            |                                                                                      |      |
| 顾祥兵            | 中共     | 男 | 汉族     |            |                                                                                      |      |
| 党增龙            | 中共     | 男 | 汉族     |            |                                                                                      |      |
| 徐立谦            | 中共     | 男 | 汉族     |            |                                                                                      |      |
| 徐安祥            | 中共     | 男 | 汉族     |            |                                                                                      |      |
| 徐枫灿            | 中共     | 女 | 汉族     | 1999年10月 | 第75集团军某空突旅直-20飞行员                                                        |      |
| 徐忠波            | 中共     | 男 | 汉族     | 1960年10月 | 原火箭军政治委员                                                                     |      |
| 凌焕新            | 中共     | 男 | 汉族     |            |                                                                                      |      |
| 高大光            | 中共     | 男 | 汉族     |            |                                                                                      |      |
| 高中强            | 中共     | 男 | 汉族     |            |                                                                                      |      |
| 高伟              | 中共     | 男 | 汉族     |            |                                                                                      |      |
| 高岭              | 中共     | 男 | 汉族     |            | 吉林省军区副政委兼纪委书记                                                           |      |
| 高锐              | 中共     | 女 | 汉族     |            | 北部战区总医院护士长                                                                 |      |
| 郭建军            | 中共     | 男 | 汉族     |            |                                                                                      |      |
| 郭普校            | 中共     | 男 | 汉族     |            |                                                                                      |      |
| 唐兴华            | 中共     | 男 | 汉族     |            |                                                                                      |      |
| 唐武祥            | 中共     | 男 | 汉族     |            |                                                                                      |      |
| 唐林辉            | 中共     | 男 | 汉族     |            | 沈阳联勤保障中心少将政治委员                                                         |      |
| 海金航            | 中共     | 男 | 回族     |            |                                                                                      |      |
| 曹京宜            | 中共     | 女 | 汉族     |            |                                                                                      |      |
| 常丁求            | 中共     | 男 | 汉族     | 1967年1月  | 空军司令员                                                                           |      |
| 崔玉玲            | 中共     | 女 | 汉族     |            |                                                                                      |      |
| 崔道虎            | 中共     | 男 | 汉族     |            |                                                                                      |      |
| 梁晓婧            | 中共     | 女 | 汉族     |            |                                                                                      |      |
| 梁磊              | 中共     | 男 | 汉族     |            |                                                                                      |      |
| 彭陈              | 中共     | 男 | 汉族     |            |                                                                                      |      |
| 彭婉琴            | 中共     | 女 | 汉族     |            |                                                                                      |      |
| 葛伟前            | 中共     | 男 | 汉族     |            |                                                                                      |      |
| 董立              | 中共     | 男 | 汉族     |            |                                                                                      |      |
| 董军              | 中共     | 男 | 汉族     | 1961年     | 国防部部长                                                                           |      |
| 蒋林峰            | 中共     | 男 | 苗族     |            |                                                                                      |      |
| 韩胜延            | 中共     | 男 | 汉族     |            |                                                                                      |      |
| 韩晓东            | 中共     | 男 | 汉族     |            |                                                                                      |      |
| 覃家乐            | 中共     | 男 | 壮族     |            |                                                                                      |      |
| 程坚              | 中共     | 男 | 汉族     |            |                                                                                      |      |
| 程诚              | 中共     | 女 | 汉族     |            |                                                                                      |      |
| 傅幼尧            | 中共     | 男 | 汉族     |            |                                                                                      |      |
| 傅筱              | 中共     | 男 | 汉族     |            |                                                                                      |      |
| 赖如鑫            | 中共     | 男 | 汉族     |            |                                                                                      |      |
| 裴晓昌            | 中共     | 男 | 汉族     |            |                                                                                      |      |
| 熊照元            | 中共     | 男 | 汉族     |            |                                                                                      |      |
| 黎湘              | 中共     | 男 | 汉族     |            |                                                                                      |      |
| 潘高峰            | 中共     | 男 | 汉族     |            |                                                                                      |      |
| 薛宏伟            | 中共     | 男 | 汉族     |            |                                                                                      |      |
| 戴萨如拉          | 中共     | 女 | 蒙古族   |            | 海军南沙守备部队二级上士                                                             |      |
| 魏文波            | 中共     | 男 | 汉族     |            |                                                                                      |      |
| 魏玉英            | 中共     | 女 | 汉族     |            |                                                                                      |      |

|
|}